# 368 aC
El 368 aC va ser un any del calendari romà prejulià. En aquell temps, era conegut com a any del tribunat de Maluginense, Pretextat, Estructe, Cincinnat, Cras i Cicurí (o, més rarament, any 386 ab urbe condita o de la fundació de la ciutat). L'ús del nom «368 aC» per referir-se a aquest any es remunta a l'alta edat mitjana, quan el sistema Anno Domini va ser el mètode de numeració dels anys més comú a Europa.

## Esdeveniments
- 15 de març (15 de març del calendari romà): inici a l'antiga Roma de tribuns militars a poder consular: Servi Corneli Maluginense, Servi Sulpici Pretextat, Luci Veturi Cras Cicurí, Tit Quinti Cincinnat Capitolí, Espuri Servili Estructe, i Luci Papiri Cras.[2]
- Els tribuns de la plebs Licini i Sextí acaben de vetar els seus col·legues i reuneixen l'Assemblea Tribal Romana per fer votar el seu projecte de llei que reservava una de les dues magistratures consulars a un plebeu. Marc Furi Camil és designat dictador per tercera vegada per impedir el vot de les Lleis Liciniae-Sextiae.[3]
- Primavera: el general tebà Pelòpides és enviat en auxili de les ciutats de Tessàlia amenaçades pel tirà Alexandre de Feres. Alexandre II de Macedònia és assassinat pel seu cunyat Ptolemeu Alorita, l'amant de la reina Eurídice I de Macedònia. Ptolemeu esdevé regent (final de 365) Pelòpides intervé a Macedònia per evitar que el país no prengui el partit d'Atenes. S'entén amb Ptolemeu i obté 50 hostatges, entre els quals el germà del rei Alexandre II, Filip II de Macedònia, que és enviat a Tebes. De tornada a Tessàlia, Pelòpides és fet presoner per traïdor davant de Farsàlia.[4]
- Estiu: Ariobàrzanes, sàtrapa de Frígia, envia Filisc d'Abidos a Grècia per proposar la pau entre tebans i espartans i reclutar mercenaris. Es celebra un concili a Delfos que fracassa perquè els tebans continuen mantenint Beòcia sota el seu domini, i Esparta no vol reconèixer la independència de Messènia. Filisc deixa als lacedemonis 2.000 mercenaris i torna a Àsia.[5]
- Tardor: fracassa una expedició enviada per Tebes per posar en llibertat a Pelòpides, a qui eel tirà Alexandre de Feres havia fet presoner amb traïdoria. És alliberat per Epaminondes en una segona intervenció l'any 366 aC.[3]
- Quarta guerra entra Cartago i Dionisi el Vell. Dionisi envaeix les possessions cartagineses a Sicília però és rebutjat i ha d'acordar una treva.[6]
- Començament del regnat de Zhou Xianwang, rei de la Dinastia Zhou a la Xina (fi l'any 321 aC.[7]

## Necrològiques
- Alexandre II de Macedònia. Ptolemeu Alorita, quan Pelòpides marxa del Regne de Macedònia, assassina a Alexandre II i es proclama regent, potser amb la connivència de la seva mare Eurídice, segons l'historiador Justí.[8][9]